# Helmut Benthaus
Helmut Benthaus (* 5. Juni 1935 in Herne) ist ein ehemaliger deutscher Fußballspieler und -trainer. Er lebt in der Schweiz und besitzt seit 1980 auch die Schweizer Staatsbürgerschaft.
Benthaus war der erste Fußballer, der in der deutschen Bundesliga sowohl als Spieler als auch als Trainer Meister wurde. Er gewann die deutsche Meisterschaft als Spieler 1964 mit dem 1. FC Köln und als Trainer 1984 mit dem VfB Stuttgart. Zuvor hatte er mit dem FC Basel als Spielertrainer und als Trainer von 1965 bis 1982 sieben Schweizer Meisterschaften gewonnen. Er spielte achtmal für die deutsche Nationalmannschaft.

## Karriere als Aktiver
Benthaus wuchs als Sohn eines Maurerpoliers in Holthausen auf. Er war der Einzige aus seiner Grundschulklasse, der später das Gymnasium mit dem Abitur abschloss. Danach studierte er in Münster Philologie und Sport.

### Oberliga (1954–1963)
Von seinem Heimatverein Rasensport Holthausen wechselte er zu Westfalia Herne, bei der er von 1954 bis 1961 in 167 Spielen in der Oberliga West zum Einsatz kam. Sein erstes Spiel in der Oberliga West bestritt er am 6. Februar 1955 bei der 1:2-Heimniederlage gegen Aachen an der Seite von Werner Hesse und Kurt Sopart. Höhepunkte in dieser Zeit waren für ihn die Meisterschaft 1959 im Westen, die Vizemeisterschaft 1960 und die folgenden Endrundenspiele um die deutsche Meisterschaft. Benthaus spielte u. a. mit Hans Tilkowski, Alfred Pyka und Gerd Clement zusammen, sein Trainer war Fritz Langner.

### Nationalmannschaft 1958–1960
Am 21. Dezember 1958 berief ihn Bundestrainer Sepp Herberger für das Spiel in Augsburg gegen Bulgarien in die Nationalmannschaft. Nach dem 3:0-Sieg zum Einstand wurde er noch sieben weitere Male eingesetzt. Mit dem Spiel am 23. November 1960 in Sofia, erneut gegen Bulgarien, war seine Karriere in der Herberger-Elf nach der 1:2-Niederlage beendet.

### 1860 München (1961 bis 1962)
Im Sommer 1961 wechselte Benthaus zum TSV 1860 München in die Oberliga Süd. Er wurde dort von Max Merkel trainiert, der ebenfalls neu verpflichtet wurde. Noch im September, am siebten Spieltag zog sich Benthaus einen Innenbandriss zu, der ihn bis Ende November außer Gefecht setzte. Seither wurde er auch nicht mehr in die Nationalmannschaft berufen. Die autoritäre Mannschafts- und Menschenführung des Österreichers vertrug sich aber nicht mit den Anschauungen des Studenten Benthaus, sodass er nach nur einer Saison den Verein wieder verließ.

### 1. FC Köln (1962 bis 1965)
Benthaus wurde zur Saison 1962/63 vom 1. FC Köln verpflichtet. Der Verein hatte in der Vorsaison die deutsche Meisterschaft gewonnen. Parallel dazu begann Benthaus ein Studium an der dortigen Sporthochschule. Der 1. FC Köln zog als Titelverteidiger erneut in das Finale der deutschen Meisterschaft 1963 ein, verlor aber mit 1:3 gegen Borussia Dortmund. Dabei war die Mannschaft von Benthaus mit seinen Mitspielern Fritz Ewert, Fritz Pott, Karl-Heinz Schnellinger, Leo Wilden, Hans Sturm, Karl-Heinz Thielen, Hans Schäfer, Anton Regh, Karl-Heinz Ripkens und Heinz Hornig als Favorit in das Spiel gegangen. In dieser letzten Runde der Oberliga 1962/63 – ein Jahr später startete die Fußball-Bundesliga – arbeitete Benthaus mit Trainer Zlatko Čajkovski zusammen. In diese Spielzeit fiel u. a. im Europa-Cup eine 1:8-Niederlage gegen Dundee United, wobei Benthaus das Tor für die Kölner schoss.
1964 gewann der 1. FC Köln die erste Meisterschaft der neu gegründeten Bundesliga mit dem von Werder Bremen gekommenen Trainer Georg Knöpfle. Die Mannschaft verlor in der gesamten Saison lediglich zwei Mal. Benthaus kam in 27 Spielen zum Einsatz und erzielte ein Tor. Zudem wurde er im Messestädte-Pokal gegen Sheffield Wednesday, den AS Rom und den FC Valencia eingesetzt.
Zur folgenden Saison 1964/65 konnte Benthaus mit seiner Mannschaft den Meistertitel nicht verteidigen, der 1. FC Köln wurde Zweiter hinter Werder Bremen;
Als Höhepunkte dieser Spielzeit zählen drei Spiele im Februar/März 1965 im Viertelfinale des Europapokals der Landesmeister gegen den FC Liverpool. Nachdem man sich im Hin- und Rückspiel jeweils mit 0:0 getrennt hatte, endete das Entscheidungsspiel am 24. März 1965 in Rotterdam erneut Unentschieden, diesmal mit 2:2. Der Münzwurf von Rotterdam entschied die Partie schließlich zugunsten des FC Liverpool. Benthaus war im Hinspiel zum Einsatz gekommen.
Am 27. März 1965, nach einem 3:0-Heimsieg gegen den 1. FC Kaiserslautern, gab Benthaus seinen Abschied vom 1. FC Köln bekannt.

## Karriere als (Spieler-)Trainer

### FC Basel (1965 bis 1982)
1965 wechselte Benthaus von Köln als Spielertrainer zum FC Basel. Dabei bildete er mit den Spielern Jürgen Sundermann und Karl Odermatt das Mittelfeld. Die ersten sechs Jahre übte er erfolgreich diese Doppelfunktion aus, um ab 1971 ausschließlich als Trainer zu fungieren. Dort entdeckte er Ottmar Hitzfeld und entwickelte ihn weiter.
Benthaus, der in Basel seine Frau kennenlernte und 1980 den Schweizer Pass erhielt, gewann bis 1982 siebenmal die Schweizer Meisterschaft, zweimal den Pokal und einmal den Liga-Pokal. In dieser Zeit erlebte er den Wechsel von vier Klubpräsidenten und trainierte insgesamt drei Spielergenerationen. Dennoch schaffte er es stets, auf Meisterkurs zu bleiben.

### VfB Stuttgart (1982 bis 1985)
Im Sommer 1982 wechselte Benthaus als Trainernachfolger von Jürgen Sundermann zum VfB Stuttgart. Sundermann, der von 1968 bis 1971 mit Benthaus beim FC Basel gespielt hatte, übernahm das Training der Stuttgarter Kickers. Unter VfB-Präsident Gerhard Mayer-Vorfelder war nun ein „kühler, intellektueller Typ mit Meisterschaftserfahrung“ gefragt. Gegenüber Benthaus gab es zunächst von Medien und Fans Vorbehalte. Zudem standen die Voraussetzungen für einen erfolgreichen Start in die Bundesliga nicht optimal; Benthaus übernahm den Neunten der vorherigen Saison 1981/82 in dem Moment, als Hansi Müller zu Inter Mailand und Dieter Müller zu Girondins Bordeaux gewechselt waren. Der VfB hatte in der Vorsaison gegen den Meister Hamburger SV und die Verfolger 1. FC Köln und FC Bayern München keine Chance gehabt und in den Auswärtsspielen keine guten Leistungen gezeigt. Als sportliche Aufwertung erwies sich jedoch die Verpflichtung des neuen Spielmachers Ásgeir Sigurvinsson. Auch mit den Transfers von erfahrenen Spielern wie Kurt Niedermayer und Thomas Kempe und den Talenten Hans-Peter Makan und Peter Reichert wurde der Kader auf ein gutes Niveau gebracht. Der neue Trainer Benthaus strahlte von Anfang an Autorität aus. Die Förster-Brüder waren in den folgenden Spielen Leistungsträger in der Abwehr, Karl Allgöwer schoss viele und wichtige Tore, Hermann Ohlicher leistete gute Mittelfeldarbeit und Ásgeir Sigurvinsson hatte in seiner Rolle als Spielmacher gute Auftritte.
Zum Ende der Saison führte Benthaus, der „Intellektuelle“, wie er oft in den Medien beschrieben wurde, den VfB auf den dritten Platz der Abschlusstabelle.

### Meistertitel 1984 und beinahe Bundestrainer
Benthaus sortierte vor seiner zweiten Saison 1983/84 den Stürmer Didier Six aus dem Kader aus und holte dafür die Sturmhoffnung Dan Corneliusson von IFK Göteborg. Des Weiteren bekamen die Talente Guido Buchwald, Rainer Zietsch und Andreas Müller einen Vertrag. Favoriten für die Meisterschaft waren unter anderem der Titelverteidiger und Europa-Cup-Sieger von 1983, der Hamburger SV, wie auch der FC Bayern München. Tatsächlich standen im Verlauf der Saison Hamburg und Bayern zunächst abwechselnd an der Tabellenspitze; doch zu Jahresbeginn 1984 kamen auch der VfB Stuttgart zusammen mit der überraschend stark aufspielenden Borussia Mönchengladbach unter Trainer Jupp Heynckes an die oberen Ränge heran und lieferten sich ein ausgeglichenes Rennen um den Meistertitel bis zum Schluss der Saison.
Schließlich holte sich die Mannschaft von Benthaus im Mai 1984 mit 48:20 Punkten und 79:33 Toren die deutsche Meisterschaft. Insbesondere der Verteidiger Guido Buchwald spielte eine starke Saison und wurde im Sommer 1984 in den EM-Kader für das DFB-Team berufen. Dazu waren die Stürmer Peter Reichert und Allgöwer sowie Ohlicher, der Kapitän des Teams, neben Sigurvinsson die Spieler, die durch ihre Leistungen herausragten.
Benthaus selbst äußerte sich Jahre später zu diesem Titelgewinn so:
„Wissen Sie, was dieses Ereignis für mich bedeutet? Es war mehr als ein Sieg. Es war für mich so etwas wie die letzte Bestätigung meiner Arbeit als Trainer – ich war vorher ein paar Mal Schweizer Meister geworden, gut. Aber im Hinterkopf plagt die Schweizer doch immer dieser Komplex: Der richtige Fußball beginnt erst jenseits des Schlagbaums – drüben, in der Bundesliga. Ich war, wie gesagt, siebenmal Schweizer Meister – als Deutscher. Dann ging ich rüber und wurde Deutscher Meister – als Schweizer. Vielleicht ahnen Sie jetzt, was dieser Sieg mir wert ist.“
Im Anschluss an diese Saison, im Sommer 1984, wurde in Frankreich die Fußball-Europameisterschaft 1984 ausgetragen. In dem Turnier enttäuschte die deutsche Nationalmannschaft unter Bundestrainer Jupp Derwall und schied früh aus; daraufhin trat Derwall zurück. Als sein Nachfolger stand Benthaus für den DFB in der engeren Wahl. Da der VfB Stuttgart Benthaus aber nicht aus seinem Vertrag entlassen wollte, zerschlug sich der Plan und Franz Beckenbauer wurde zum Teamchef ernannt.
Zu Beginn der Saison 1984/85 wurde der Stürmer Jürgen Klinsmann verpflichtet und von Benthaus regelmäßig aufgestellt und gefördert. Später bezeichnete Klinsmann seine Zeit unter Benthaus als prägend, da er durch ihn sportlich und menschlich im Gleichgewicht gehalten worden sei.
Zum Ende der Saison spielte sich der Titelverteidiger nur auf den zehnten Rang; daraufhin trennten sich Benthaus und der VfB Stuttgart. Benthaus kehrte zurück zum FC Basel, bei dem er aber nicht mehr an die früheren Erfolge anknüpfen konnte. 1987 wurde er durch Urs Siegenthaler ersetzt.

## Philosophie
Benthaus dozierte während seiner Zeit als Spieler und Trainer in Basel an der örtlichen Universität. Zuvor hatte er schon in Köln einige Semester Philologie studiert, neben Englisch und dem Studium zum Diplom-Sportlehrer. In Köln hatte er 1965 auch noch zusätzlich die Fußball-Lehrer-Prüfung unter Lehrgangsleiter Hennes Weisweiler abgelegt. Seine Kurskollegen waren u. a. Heinz Hornig, Udo Lattek, Gyula Lóránt, Eckhard Krautzun und Willi Holdorf.
Geprägt durch das Ruhrgebiet, die Kriegsjahre, die Zeit des Wiederaufbaus, die Schuljahre bis zum Abitur, das Studium und die Vereinsstationen als Spieler, brachte Helmut Benthaus diese Erfahrungen – zusammen mit seiner Neugier für Verbesserungen – mit in den Trainerberuf.
Der ihm zugeschriebene Satz, „ich bin sehr gerne mit Menschen zusammen, die mehr wissen als ich, denn nur von denen kann ich etwas lernen“, zeigt einen wesentlichen Wesenszug des über den Tellerrand des Fußballs hinausdenkenden und lebenden Menschen Benthaus auf.
Er verkörperte den modernen Trainer, den Pädagogen und Psychologen auf dem Fußballfeld, der Zwang und Super-Disziplin ablehnte. Für ihn war immer im Trainerberuf auch eine Lehrerfunktion integriert und daraus resultierte auch die Ansicht, dass ein „Trainer mit seinen Spielern nicht nur über die Taktik oder über das Ballstoppen reden sollte“.
Öffentlich bekannte er, dass er eine Menge von Sepp Herberger hielt („das war noch einer, der das Wort Fußball-Lehrer in den Mund nahm, wenn er von Trainern sprach“) und dass er selbst auch Pädagoge sein wollte, Mittler seines Fachwissens. Außerdem verabscheute er „Scharlatane“ seiner Branche. VfB-Präsident Mayer-Vorfelder sagte einmal über seinen Trainer: „Er gehört zu den intellektuellen Trainern. Er denkt weiter als andere. Seine souveräne Art zeichnet ihn aus. Benthaus lebt von seiner Rationalität. Er hätte gewiss Probleme, eine junge Mannschaft zu motivieren, sie emotional mitzureißen“. Der damalige VfB-Geschäftsführer Ulrich Schäfer artikulierte: „Unser Trainer ist kühl, bedächtig, intelligent. Und genauso spielt jetzt die Mannschaft!“

## Leben nach dem Fußball
Nach seiner Tätigkeit als Trainer arbeitete Benthaus zehn Jahre lang als Versicherungsvertreter in Basel. Benthaus lebt heute im Basler Vorort Riehen, direkt an der deutschen Grenze bei Lörrach.
Im Mai 2010 wurde er vom FC Basel zum Ehrenmitglied ernannt.

## Erfolge

### Als Spieler
- Meister der Oberliga West 1959 mit Westfalia Herne
- Meister der Oberliga West 1963 mit dem 1. FC Köln
- Deutscher Meister 1964 mit dem 1. FC Köln

### Als Trainer
- Deutscher Meister 1984 mit dem VfB Stuttgart
- Schweizer Meister mit dem FC Basel 7-mal, 1967, 1969, 1970, 1972, 1973, 1977, 1980
- Schweizer Pokalsieger mit dem FC Basel, 1967 und 1975
- Alpen Cupsieger mit dem FC Basel, 1969, 1970 und 1981